# Håkan Malmrot
Håkan Malmrot (Suecia, 29 de noviembre de 1900-10 de enero de 1987) fue un nadador sueco especializado en pruebas de estilo braza, donde consiguió ser campeón olímpico en 1920 en los 200 y 400 metros.

## Carrera deportiva
En los Juegos Olímpicos de Amberes 1920 ganó la medalla de oro en los 200 metros estilo braza, por delante de su compatriota Thor Henning y del finlandés Arvo Aaltonen; y también ganó el oro en los 400 metros estilo braza, por delante de los mismos dos nadadores anteriores.